# Manos de Topo
Manos de Topo fue un cuarteto musical español procedente de Barcelona (España) que interpretaba indie pop. La formación se caracterizaba por su estilo musical, ya que parodiaban el género de la canción romántica con temas irónicos basados en fracasos, interpretados con una voz llorosa y horrenda.

## Historia
El grupo se creó en 2003 cuando dos estudiantes de cine residentes en Barcelona, Miguel Ángel Blanca y Alejandro Marzoa, formaron un grupo musical como forma de entretenerse al que llamaron Manos de Topo. Desde sus primeras actuaciones y maquetas parodiaron la canción romántica con letras basadas en fracasos amorosos, y Miguel Ángel, vocalista de la formación, comenzó a interpretar todos los temas con una voz llorosa y desafines buscados. Un poco más tarde se sumaron al grupo Pau Julià y Rafa de los Arcos. Gracias a sus distintas actuaciones en locales barceloneses y su promoción en MySpace llamaron la atención de la crítica y sellos de música independiente.
Finalmente, en 2007 el proyecto barcelonés La Colazione (perteneciente al sello discográfico Sones) publicó el primer disco de Manos de Topo, Ortopedias Bonitas. El álbum logró una buena valoración de la crítica especializada, llegando incluso a ser considerado por Rockdelux como uno de los mejores discos españoles de la década del 2000, en el puesto 38. Gracias a su repercusión, consiguieron publicar bajo la misma discográfica un segundo álbum titulado El primero era mejor (2009).
Durante el año 2010 el grupo visita por primera vez México para dar varios conciertos por todo el país.
En 2011, Pau Julià abandona la banda.
En noviembre de 2011, Manos de Topo lanza su tercer larga duración Escapar con el anticiclón (y volver con la boca roja). The New Raemon es el encargado de la producción. Meses antes, la formación editó junto a Tarántula un vinilo titulado Momento único.
En 2012 Manos de Topo vuelve a México para ofrecer una gira de varios conciertos, entre ellos la actuación en el festival Vive Latino donde llegan a tocar para un público de 5000 personas compartiendo cartel con artistas de la talla como Enrique Bunbury o Molotov.
Tras tres años de parón, el grupo vuelve a grabar con The New Raemon su cuarto disco de estudio Caminitos del deseo. Esta vez el grupo decide autoeditarse. Dan varios conciertos por toda la geografía española durante el año 2015. 
En 2016 estrenan el show "Un cerebro repleto de recuerdos inútiles". Según el propio grupo, se trata de "la gira de despedida encubierta entre diapositivas que celebra los 10 años de vida de la banda". En su bandcamp publicaron el concierto de Valencia revisitando canciones de sus tres primeros discos.
En 2017 el cantante del grupo, Miguel Ángel Blanca, publica junto a la ilustradora Nuria Inés (más conocida como «Tinta Fina») la novela gráfica La importancia de ser rosa (Editorial Barrett).
En diciembre de 2022, el sello catalán Montgri reedita "Caminitos del deseo" en formato vinilo.

## Miembros
- Miguel Ángel Blanca (vocalista y guitarra)
- Alejandro Marzoa (metalófono y teclados)
- Eduardo Campos (bajo y coros)
- Rafa de los Arcos (batería y coros)

- Sara Fontán (violín)

## Exmiembros
- Pau Julià (bajo y coros) (2004-2011)

## Discografía
- Ortopedias bonitas (2007, Sones)
- El primero era mejor (2009, Sones)
- Momento Único (12") (2011, Sones)
- Escapar con el anticiclón (y volver con la boca roja) (2011, Sones)
- Caminitos del deseo (2014, Autoeditado)